# OutKast
OutKast ist ein US-amerikanisches Hip-Hop-Duo aus Atlanta, bestehend aus André 3000 (ehemals „Dre“, bürgerlich André Lauren Benjamin) und Big Boi (bürgerlich Antwan Andre Patton). Es war als Teil der Dungeon Family maßgeblich an der Entwicklung des Genres Dirty South und dessen überregionaler Akzeptanz beteiligt und ist bekannt dafür, mit den verschiedensten Musikstilen zu experimentieren. Die vom Südstaatenslang geprägten Texte von Big Boi und André 3000 beziehen sich dabei häufig auf das Leben in ihrer Heimatstadt.
Trotz seines progressiven und experimentellen Ansatzes war OutKast kommerziell stets erfolgreich. Den Höhepunkt erreichte das Duo Anfang der 2000er mit den Nummer-eins-Erfolgen Ms. Jackson und Hey Ya! und dem mit Diamant ausgezeichneten Doppelalbum Speakerboxxx/The Love Below. Mit insgesamt über 22 Millionen verkauften Alben in den Vereinigten Staaten zählen André 3000 und Big Boi zu den Musikern mit dem höchsten Umsatz in ihrem Genre.

## Geschichte

### Anfänge und erste Erfolge (1990–1995)
Big Boi und Dre begegneten sich erstmals 1990 im Einkaufscenter Lenox Square in Atlanta, nachdem beide kurz zuvor nach East Point, einem Vorort von Atlanta, gezogen waren. Big Boi lebte bis dahin als ältestes von fünf Kindern mit seiner Mutter in Savannah. Dre kam aus Decatur, wo er ebenfalls allein mit seiner Mutter lebte, bevor er nach East Point zu seinem Vater zog. Beide wohnten in ihrer Kindheit zeitweise in einem Motel. Neben einer Vorliebe für außergewöhnliche Mode teilten Dre und Big Boi ein großes Interesse an Hip-Hop-Musik – insbesondere Alternative Hip-Hop – und begannen nach kurzer Zeit gemeinsam zu rappen und bei lokalen Open Mic Sessions aufzutreten.
Auf den Namen „OutKast“, eine lautschriftliche Abwandlung des Wortes „outcast“ („Ausgestoßener“), wurde das Duo in einem Wörterbuch aufmerksam – zuvor hatte es sich erst „2 Shades Deep“ und später „Misfits“ genannt. Durch eine Ex-Freundin Big Bois lernten sie Rico Wade kennen, ein Mitglied des Musikproduzententrios Organized Noize, den sie von ihrem Talent überzeugen konnten. Organized Noize hatte Kontakt zum Plattenlabel LaFace Records, das die Produzenten beauftragte, die Single What About Your Friends der R&B-Gruppe TLC zu remixen. Der Remix, 1992 aufgenommen, war der erste Auftritt von OutKast auf einer veröffentlichten Platte. LaFace zeigte sich an einer weiteren Zusammenarbeit mit OutKast interessiert, ließ sich aber weder von den eingesandten Demoaufnahmen noch von einem anschließenden Auftritt der beiden Rapper in einem Club vollends überzeugen. Der Musikverlag PolyGram war ebenfalls auf Big Boi und Dre aufmerksam geworden, was zu erneutem Interesse von Seiten LaFace Records führte. Dort erhielten sie im Alter von 18 Jahren einen Plattenvertrag.

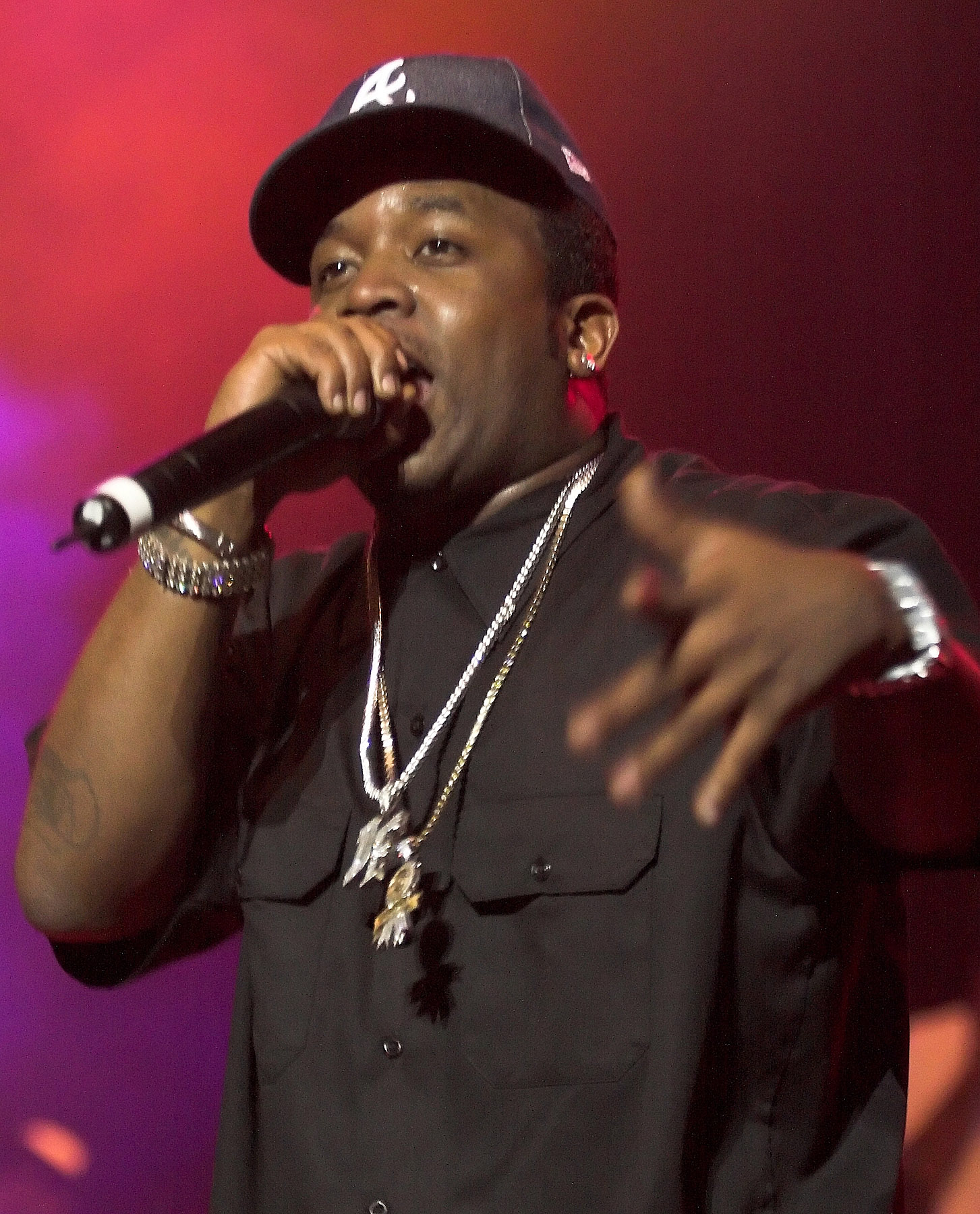
Big Boi, 2006

Das Jahr 1993 verbrachte OutKast hauptsächlich im Tonstudio von Organized Noize, das „The Dungeon“ genannt wurde, wo auch die etwa zeitgleich gegründete Hip-Hop-Gruppe Goodie Mob aufnahm. Ende des Jahres erschien ihr erstes eigenes Lied Player’s Ball auf dem Weihnachtsalbum A LaFace Family Christmas und kurz darauf als Single. Im Januar wurde das Stück ohne den Klang von Schlittenglocken wiederveröffentlicht, woraufhin es sich sechs Wochen lang auf Platz 1 der Billboard Hot Rap Tracks in den Vereinigten Staaten platzieren konnte und eine Goldene Schallplatte erhielt. Ein Musikvideo zum Song wurde vom damals noch unbekannten Produzenten Sean Combs gedreht, der OutKast zudem die Möglichkeit gab, ein Konzert von The Notorious B.I.G. als Vorgruppe zu eröffnen. Ende April erreichte Player’s Ball Platz 37 der Billboard Hot 100. Diesen Erfolg führt der Autor Chris Nickson auf das Freaknik-Festival in Atlanta, ähnlich dem Spring Break, zurück, das von Studenten aus den Süd- und Nordoststaaten der USA besucht wurde. Nickson zufolge halfen diese dabei, Player’s Ball landesweite Aufmerksamkeit zu sichern.
Aufbauend auf diesen Erfolg erschien im Juni 1994 das Debütalbum Southernplayalisticadillacmuzik. Es erreichte Platz 20 der Billboard 200 und wurde im April 1995 mit einer Platin-Schallplatte ausgezeichnet. Musikalisch grenzte es sich durch Southern-Soul- und P-Funk-Einflüsse vom damals den Hip-Hop dominierenden G-Funk der Westküste sowie dem Alternative- und Hardcore-Rap der Ostküste ab; thematisch ähnelte es teilweise aber noch dem damaligen Gangsta-Rap. Mit Southernplayalisticadillacmuzik gewann OutKast im Januar 1995 als erstes Rapduo aus den Südstaaten den Preis in der Kategorie Best New Group or Duo bei den Source Awards, wofür es vom New Yorker Publikum ausgebuht wurde. Mit Hilfe der Tantiemen des Albums und Player’s Ball baute sich OutKast ein zweites Standbein durch den Erwerb von Appartementkomplexen in Cartersville auf. Diese überließen die beiden Rapper im Jahr 2005 vorübergehend Personen, die durch den Hurrikan Katrina obdachlos geworden waren.

### ATLiensundAquemini(1996–1999)
Vor allem Dre begann sich während dieser Zeit stark zu verändern: Sein Äußeres gestaltete er expressiver, indem er sich Dreadlocks wachsen ließ und einen Turban trug, hingegen keine Goldketten oder sonstigen materiellen Wertgegenstände mehr, wie es im Hip-Hop meist üblich ist. Zudem hörte er auf zu rauchen und Alkohol zu trinken. Gemeinsam mit Big Boi begann er erstmals selbst Lieder zu produzieren. Eines davon war die Single Elevators (Me & You) des neuen Albums, die bereits nach kurzer Zeit Gold-Status erreichte und auch den Charteinstieg in Deutschland schaffte. Im August 1996 erschien ATLiens, das den Erfolg von Southernplayalisticadillacmuzik mit Platz 2 in den Billboard 200 übertraf. Das Album hatte einen sehr ruhigen Tenor und wies erneut P-Funk- und vermehrt Soul-Einflüsse auf. Für seine lebensbejahenden Inhalte und den originellen Klang wurde es hoch gelobt. Der Titel setzt sich aus „ATL“ (Kurzform von Atlanta) und „Aliens“ (engl. sowohl für „Fremder“ bzw. „Außenstehender“ als auch für „Außerirdischer“) zusammen. Neben den Songs selbst unterstrichen das Artwork des Albums sowie die Videos der ausgekoppelten Singles Elevators (Me & You), ATLiens und Jazzy Belle als Remix mit Babyface den im Albumtitel angedeuteten Bezug zur außerirdischen Symbolik. Diese diente dazu, OutKast als Individuen bis hin zu Außenseitern in der zu der Zeit sehr um Konformität bemühten Hip-Hop-Szene darzustellen.

“Being an alien is just being yourself, when people don’t understand you. […] We just trying to let everybody know there’s a place for everybody in this world. You just gotta find yourself and be true to yourself. That’s how you get prosperous and happy.”

„Ein Fremder zu sein heißt einfach du selbst zu sein, wenn die Menschen dich nicht verstehen. […] Wir versuchen einfach allen zu zeigen, dass es für jeden einen Platz auf dieser Welt gibt. Du musst nur dich selbst finden und dir treu bleiben. So wirst du erfolgreich und glücklich.“

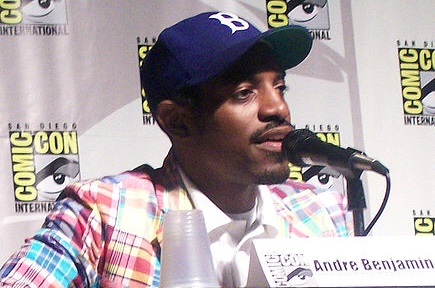
André 3000, 2007

OutKasts im September 1998 erschienenes Album Aquemini war musikalisch noch weitaus eklektischer als seine Vorgänger und stellte erstmals den individuellen Gegensatz von Big Boi (Aquarius) und Dre (Gemini) in den Vordergrund. Das Duo experimentierte mit verschiedensten Stilen und Musikinstrumenten wie etwa Kalimba und Mundharmonika. Trotzdem konnte es den kommerziellen Erfolg von ATLiens wiederholen und brachte OutKast eine zusätzliche Fangemeinde im Alternative-Genre ein. Von den Kritikern wurde Aquemini gefeiert, renommierte Musikzeitschriften wie The Source, Q oder die Juice vergaben Höchstwertungen an das Album. Auf die Vermeidung der im Hip-Hop üblichen Klischees und die epische Ambitioniertheit vieler Lieder wurde immer wieder hingewiesen. Aquemini tauchte später in mehreren Bestenlisten wie den „Essential Recordings of the 90's“ des Rolling Stone und den „90 Greatest Albums of the '90s“ der Spin auf. Erstmals waren auf dem Album mit George Clinton, Raekwon und Erykah Badu auch überregional bekannte Musiker zu hören.
Vorab war die Single Rosa Parks veröffentlicht worden. Bei den Grammy Awards 1999 war sie in der Kategorie Best Rap Performance By a Duo or Group nominiert, unterlag jedoch einem Song der Beastie Boys. Der Titel bezog sich auf die Bürgerrechtlerin Rosa Parks (1913–2005). Bis auf die Zeile “Everybody move to the back of the bus”, die auf deren Beitrag zur Bürgerrechtsbewegung anspielte, hatte der Song inhaltlich allerdings nichts mit Parks zu tun; daneben enthielt der Text in Maßen Obszönitäten. Parks bewertete dies als Missbrauch ihres Namens und Verunglimpfung ihrer historischen Bedeutung und verklagte das Duo, wobei später Zweifel an ihrer Zurechnungsfähigkeit aufkamen. Eine außergerichtliche Einigung gelang erst im April 2005, nachdem OutKast und LaFace Records den Fall bis vor den Obersten Gerichtshof getragen hatten. Sie erklärten sich bereit, eine finanzielle Entschädigung zu zahlen sowie Lehrmaterial über Rosa Parks und die Bürgerrechtsbewegung in Alabama zu produzieren.
In der Folge traten die beiden bei mehreren Liedern anderer Künstler auf, etwa von Monica und Mystikal; Big Boi war zudem unter anderem auf den Singles All n My Grill von Missy Elliott und Street Talkin'  von Slick Rick zu hören. Des Weiteren gründete OutKast ein eigenes Musiklabel namens Aquemini Records, bei dem zeitweilig etwa die Rapper Slimm Calhoun, Backbone und Killer Mike unter Vertrag standen.

### Kommerzieller Höhepunkt (2000–2004)
Ende des Jahres begannen Big Boi und Dre an ihrem vierten Album zu arbeiten. Erstmals nahmen sie dafür in einem eigenen Studio auf, das sie Bobby Brown abgekauft hatten und Stankonia Studios nannten. Die Entwürfe vieler Songs entstanden allerdings in separater Arbeit. Produziert wurde das Werk zu einem Großteil von OutKast zusammen mit David „Mr. DJ“ Sheats, der bereits auf Aquemini für drei Stücke verantwortlich gezeichnet hatte. Zu dritt bildeten sie die Produktionsgesellschaft Earthtone III. Dre änderte in diesem Zeitraum sein Pseudonym in „André 3000“.
Stankonia erschien in den Vereinigten Staaten zu Halloween 2000 und stieg in den US-amerikanischen Albumcharts nach ATLiens und Aquemini als dritte Veröffentlichung in Folge auf Platz 2 ein. Als erstes und bisher einziges ihrer Alben (Stand: 20. September 2009) konnte es sich auch in den Top 10 der deutschen Album-Charts platzieren. Es wies mehr elektronische Elemente als ihre vorherigen Alben auf und war deutlich vom Funk solcher Musiker wie Prince oder George Clinton geprägt, was sich auch im Titel des Albums niederschlug. Neben dezidierter Sozialkritik enthält das Album erstmals auch politische Aussagen. Die Kritiken waren erneut fast einstimmig positiv, exemplarisch dafür ist etwa die Aufnahme Stankonias in die 2008 von der deutschen Musikzeitschrift Sounds veröffentlichte Liste „50 essenzielle Alben der schwarzen Musik“. Um Stankonia zu promoten, aber auch die älteren Songs einem neuen Publikum vorstellen zu können, ging OutKast auf eine über die Vereinigten Staaten ausgedehnte Tournee. Erstmals bestritt es diese als Headliner, Supporting Acts waren die Rapper Ludacris und Xzibit.
Die erste Single des Albums Stankonia, das Stück B.O.B. verband Elemente verschiedenster Genres wie Jungle, Rock und Gospel. Der Titel, eine Abkürzung für Bombs over Baghdad, spielt auf die Bombardierung Bagdads während der Operation Desert Fox im Jahr 1998 an. Trotz der pazifistischen Einstellung Big Bois und Dres wurde das Stück während des Irakkriegs oft als patriotische Mobilisierung der Soldaten und der Bevölkerung benutzt. B.O.B. wurde von den Kritikern hochgelobt: Die US-amerikanische Musikzeitschrift Blender platzierte das Stück auf dem zweiten Rang ihrer Liste „The 500 Greatest Songs Since You Were Born“, Pitchfork Media führt B.O.B. auf Platz 1 ihrer Ranglisten der „Top 100 Singles of 2000-04“ und der „Top 500 Tracks of the 2000s“. In kommerzieller Hinsicht wurde dieser Erfolg von der nachfolgenden Single Ms. Jackson weit überboten. Ms. Jackson erreichte als erste Single des Duos Platz 1 der Billboard Hot 100, auch in den deutschen Single-Charts hatte das Lied zwei Wochen lang die Spitzenposition inne und bedeutete damit OutKasts Durchbruch auch außerhalb der Vereinigten Staaten. Bei den Grammy Awards 2002 trat das Duo mit Ms. Jackson auf und erhielt seinen ersten Preis in der Kategorie Best Rap Performance by a Duo or Group. Bei der Veranstaltung erhielt zudem Stankonia den Preis für das beste Rap-Album, in drei weiteren Kategorien war OutKast nominiert. Die folgende Single So Fresh, So Clean war ebenfalls erfolgreich.

Logo der OutKast Clothing Company

Zur Zeit der Entstehung von Stankonia begannen Big Boi und André 3000 neben ihrer musikalischen Tätigkeit eigene Kleidungsstücke zu designen. Kleidungsstücke ihres Modelabels OutKast Clothing Company waren erstmals im Frühjahr 2001 in Kaufhäusern wie Macy’s oder Bloomingdale’s zu finden, im Jahr darauf wurde das Angebot auch auf Discounter ausgeweitet; die Produktpalette wuchs seitdem beständig. Mittlerweile wird das Label allerdings als Misserfolg bewertet.
Nach dem durchschlagenden Erfolg von Ms. Jackson begann OutKast sich wieder stärker auf seine Rolle innerhalb der Dungeon Family zu konzentrieren. Zusammen mit Organized Noize produzierte das Duo die eher wenig beachtete Kompilation Even in Darkness und war auch auf einigen Stücken selbst zu hören. Kurz vor Weihnachten 2001 erschien im Zuge der zunehmenden Bekanntheit OutKasts ein Best-of-Album namens Big Boi and Dre Present… OutKast. Es enthielt drei neue Stücke der beiden, darunter The Whole World in Zusammenarbeit mit Killer Mike, für das OutKast 2003 erneut den Grammy in der Kategorie Best Rap Performance by a Duo or Group gewann. Während Big Boi die Arbeiten am nächsten Album einleitete, betätigte sich André 3000 in erster Linie außerhalb der Hip-Hop-Musik. Er erweiterte seine kreativen Ambitionen darauf, Schauspieler zu werden, weshalb er nach Los Angeles zog. Zusätzlich begann er, beeinflusst durch ein zunehmendes Interesse an Jazz, Saxophon- und Klarinettenunterricht zu nehmen, nachdem er bereits seit längerem Songs mit der Gitarre komponierte.
Bereits im März 2001 zog OutKast ein Doppelalbum als nächstes Projekt in Erwägung, dieses sollte jedoch zwei mehr oder weniger separat produzierte Alben beinhalten. Daraufhin waren regelmäßig Trennungsgerüchte in den Medien zu vernehmen, erstmals waren diese aber bereits 1996 nach Andrés Imagewandel aufgekommen. Seit 2002 häuften sich auch ihre Soloauftritte auf Alben anderer Künstler wieder: Big Boi nahm etwa Stücke mit Jay-Z und Beyoncé auf, André 3000 übernahm dagegen die Produktion und einen Gesangspart zweier Lieder des Debütsoloalbums Love. Angel. Music. Baby. von Gwen Stefani, ebenso wie auf der Single Millionaire von Kelis’ Album Tasty.
André 3000 entwarf ein Soloalbum als Soundtrack für einen Liebesfilm, in dem er mitspielen sollte. Dieser wurde nach einem von ihm geschriebenen Lied The Love Below genannt. Seine Produktion kam aufgrund von Problemen mit der Finanzierung jedoch nicht zustande, André führte die Arbeit an dem Projekt trotzdem fort. Big Bois Soloalbum war bereits im Februar 2003 bereit zur Veröffentlichung, André war mit seinem Teil dagegen weit in Verzug. Erst im September 2003 brachten sie ihre beiden Soloalben als Doppelalbum Speakerboxxx/The Love Below heraus. Es erschien unter ihrem Bandnamen, da Label und Manager den beiden Rappern nicht genug kommerzielle Zugkraft als Solokünstler zutrauten. The Love Below wies einen starken Einfluss von Prince auf. Die meisten Stücke hatten keinen Bezug mehr zum Hip-Hop, stattdessen standen Funk, Jazz und Popmusik im Vordergrund. Dies wurde auch daran deutlich, dass André bei den meisten Liedern sang, anstatt zu rappen. Ein Großteil der Kritiken bezog sich auf sein Album: Zumeist wurde es für seine Kreativität und seinen Mut zum Experimentellen gelobt, in geringem Maß aber auch dafür kritisiert, sich zu weit vom ursprünglichen Klang der Gruppe entfernt zu haben. Zudem wurde Andrés Singstimme teilweise negativ bewertet. Speakerboxxx fand dagegen weniger Beachtung. Es wurde zumeist als typisches OutKast-Album und logische Fortsetzung ihrer bisherigen Entwicklung angesehen, dafür aber ebenfalls gelobt. Die Anfang 2004 folgende Tournee bestritt Big Boi alleine. André 3000 waren Konzertauftritte schon seit längerem zuwider, er trat nunmehr nur noch bei gesonderten Veranstaltungen wie den Grammy Awards 2004 oder Top of the Pops auf.

“I would be onstage going through the motions while performing every night. I was totally distant from what I was doing. It was like I was watching myself. There was no passion in it at all.”

„Als ich mich jede Nacht auf der Bühne bewegte, war ich total distanziert von dem was ich tat. Es war, als würde ich mir selbst zuschauen. Es war überhaupt keine Leidenschaft dabei.“

Speakerboxxx/The Love Below übertraf den Erfolg von Stankonia noch einmal. Es stieg direkt auf Platz 1 der Billboard 200 ein und hatte sich nach einem Monat bereits drei Millionen Mal verkauft. Bis heute (Stand: 20. September 2009) hat es sich 11 Millionen Mal verkauft und damit Diamant-Status erreicht. Dies war vor allem den vor dem Album gleichzeitig veröffentlichten Solostücken Hey Ya! und The Way You Move geschuldet. Hey Ya! geschrieben von André 3000, war in einer Demoversion bereits 1999 entstanden, fand auf Stankonia aber keine Verwendung. Nachdem es enorm viel Airplay bekommen hatte, erreichte es im Dezember 2003 die Spitzenposition der Billboard Hot 100. Von dieser wurde es nach neun Wochen von Big Bois Song The Way You Move verdrängt, der zuvor acht Wochen auf Platz 2 verbracht hatte und sich insgesamt 39 Wochen in den Billboard Charts hielt. Die im Mai 2004 erschienene Single Roses, auf der OutKast als Duo zu hören war, war ebenfalls erfolgreich. Bei den Grammy Awards 2004 war OutKast sechs Mal nominiert, André 3000 trat zudem am Ende der Verleihung mit Hey Ya! auf. Die eine indianische Szenerie und die Verwendung des indianischen Chanting-Stückes Beauty Way umfassende Choreografie wurde von Vertretern der amerikanischen Ureinwohner scharf kritisiert, da die stereotype Darstellung indianischer Lebensweise rassistisch gewesen sei. Der ausstrahlende Sender CBS musste daraufhin eine öffentliche Entschuldigung abgeben. Neben einem Award für Hey Ya! erhielt OutKast zwei Auszeichnungen für Speakerboxxx/The Love Below, eine davon in der Kategorie Album of the Year, was zuvor noch keinem Hip-Hop-Album gelungen war. Auch bei mehreren anderen Preisverleihungen war OutKast 2004 erfolgreich.

### Idlewildund neuere Projekte (seit 2005)
Im Mai 2004 begannen Big Boi und André gemeinsam an einem Film für den US-amerikanischen Fernsehsender HBO zu arbeiten. Im darauffolgenden Jahr wurde entschieden, ihn im Kino zu zeigen. Der Film mit dem Arbeitstitel My Life in Idlewild war bereits seit der Veröffentlichung von Aquemini in Planung und sollte von Bryan Barber gedreht werden, der auch bei einem Großteil der Musikvideos von OutKast Regie führte. Zeitgleich arbeitete das Duo an einem Soundtrack, der den Film musikalisch ergänzen, aber gleichzeitig als eigenes Werk stehen sollte. Da sich die Arbeiten an dem Album verzögerten und ein marketinggünstiger Zeitpunkt für die Veröffentlichung gesucht wurde, erschienen der Film Idlewild und der gleichnamige Soundtrack erst im August 2006. In Deutschland kam der Film nach einigen Ungewissheiten am 23. November 2006 für sehr kurze Zeit in wenige Kinos. Idlewild spielte zur Zeit der Großen Depression und enthielt viele Elemente eines Musicals. Die Rezeption war größtenteils negativ, oft wurden die vorhersehbare Handlung und die einem Videoclip ähnelnde Ästhetik kritisiert, die Musik dagegen gelobt. Das Album Idlewild enthielt, inspiriert vom Film, viele musikalische Einflüsse aus den dreißiger Jahren, darunter Swing-, Jazz- und Blues. André und Big Boi waren allerdings auf lediglich drei Songs gemeinsam zu hören. Kommerziell war es, trotz eines Charteinstiegs in den USA auf Platz 2, weniger erfolgreich, als die vorangegangenen Projekte OutKasts, auch die Verkaufszahlen der Singles enttäuschten; die Kritiken vertraten dagegen eher eine positive Meinung. Die Singles Mighty „O“ und Idlewild Blue (Don’tchu Worry 'Bout Me) waren 2007 für einen Grammy nominiert.
2005 gründete OutKast unter Big Bois Leitung das Plattenlabel Purple Ribbon Records als Nachfolger von Aquemini Records. Zu den dort unter Vertrag stehenden Künstlern gehören derzeit (Stand: 8. Oktober 2009) etwa Sleepy Brown und Janelle Monáe, anfangs auch Bubba Sparxxx und Killer Mike. Im selben Jahr veröffentlichte Big Boi ohne Mitwirkung Andrés die Kompilation Got Purp? Vol. 2. Dieser hatte zu der Zeit als Schauspieler Fuß gefasst und bekam Rollen in den Filmen Be Cool, Vier Brüder und Revolver. Daneben entwickelte er die Comedy-Trickfilmserie Class of 3000, die in den USA zwischen 2006 und 2008 zu sehen war. Big Boi spielte 2006 neben T.I. in dem Film ATL. 2007 war OutKast auf dem DJ-Drama-Stück The Art of Storytellin' Part 4 und auf Int’l Players Anthem (I Choose You) vom UGK-Album Underground Kingz als Gastrapper zu hören. Letzteres Lied war im darauffolgenden Jahr für einen Grammy nominiert. Daneben wirkten die beiden Rapper einzeln an mehreren Stücken verschiedener Musiker mit. Im gleichen Jahr veröffentlichte das Wirtschaftsmagazin Forbes eine Liste der bestverdienenden Hip-Hop-Musiker. Mit einem geschätzten Gewinn von 14 Millionen Dollar im Jahr 2006 belegte OutKast Rang 13.
Big Bois erstes Soloalbum Sir Luscious Left Foot (The Son of Chico Dusty) sollte ursprünglich 2008 erscheinen, wurde aufgrund von zu geringem Erfolg der Singles und Problemen mit dem damaligen Plattenlabel aber erst 2010 veröffentlicht. 2012 erschien sein zweites Werk Vicious Lies and Dangerous Rumours. André 3000 trat in der Zeit weiterhin mit musikalischen Gastbeiträgen – etwa auf Drakes Take Care, Frank Oceans Channel Orange und dem Soundtrack zu Der große Gatsby – sowie vereinzelt als Schauspieler in Erscheinung. In dem Film Jimi: All Is by My Side verkörperte er Jimi Hendrix.
Das zwanzigjährige Jubiläum seines Debütalbums Southernplayalisticadillacmuzik feierte das Duo mit einer weltweiten Festival-Tournee, die sich von April bis Oktober 2014 erstreckte. Die beiden Rapper traten dabei das erste Mal seit zehn Jahren wieder gemeinsam auf. Nach einer durchwachsenen Rezeption ihres ersten Auftritts beim Coachella-Festival wurden die folgenden Konzerte zunehmend besser aufgenommen.

## Stil
Die Musik von OutKast setzt sich aus den verschiedensten Stilen zusammen. Mit seinem Debütalbum Southernplayalisticadillacmuzik löste das Duo sich bewusst vom dominanten Klang der Ost- und Westküste der USA und entwickelte zusammen mit seinem Produzententeam Organized Noize einen sich in musikalischer Hinsicht deutlich davon abgrenzenden Stil. Dieser weist oft Elemente der 1970er und 80er Jahre auf, basiert aber in erster Linie auf eigenen, neu entwickelten Klängen. Stets stehen dabei Melodien im Vordergrund, die Musik ist stark geprägt durch Hooklines. Teilweise setzt das Duo Samples ein, wenn auch meist sehr subtil und stark verfremdet; ein Großteil der Musik wird allerdings live eingespielt, was im Hip-Hop-Genre eher untypisch ist. Die Beats sind dagegen meist synthetischen Ursprungs. Vor allem Southernplayalisticadillacmuzik und ATLiens waren geprägt von einer Mischung aus Soulmusik – anfangs vor allem Southern Soul – und Funk, der später immer stärkere P-Funk-Konturen annahm und speziell auf Stankonia das Klangbild entscheidend prägte. Seit Aquemini experimentieren Big Boi und André 3000 mit einem größeren Spektrum an Musikstilen. Dazu gehören etwa Dub, (Psychedelic) Rock, R&B, Blues, Gospel und Electro. Auf The Love Below und Idlewild sind daneben Jazz- und Swing-Stücke zu hören, während vor allem Big Bois neuere Lieder oftmals dem Dirty South zuzuordnen sind.
Diese stilistische Entwicklung von OutKast ist geprägt durch die sehr unterschiedlichen Persönlichkeiten von André 3000 und Big Boi. Während Big Boi seit seiner Jugend dem Hip-Hop verbunden ist und dessen Weiterentwicklung kontinuierlich vorantreibt, versuchte André sich stets von den Einschränkungen des Genres zu emanzipieren und wandte sich bei den Arbeiten an seinem Soloprojekt The Love Below sogar völlig von ihm ab: „Hip-hop is dead. The stuff I do comes out of the boredom of hip-hop being like it is.“ („Hip-Hop ist tot. Das Zeug, das ich mache, resultiert aus der Langweiligkeit des Hip-Hop, wie er jetzt ist.“)
Die musikalische Vielfalt der Werke von OutKast rührt unter anderem her von den unterschiedlichen Einflüssen des Duos: Diese umfassen etwa George Clinton und Parliament/Funkadelic, Prince, Sly & the Family Stone, Bob Marley, Led Zeppelin, Eric B. & Rakim und Curtis Mayfield. Big Boi zählt daneben Sade und Kate Bush zu seinen bevorzugten Künstlern, André 3000 hört etwa noch Jimi Hendrix, John Coltrane und Indie- sowie Garage-Rock-Musiker wie The Smiths und The White Stripes.
Ihre Texte sind dagegen stark von ihrem näheren Umfeld beeinflusst und durchsetzt vom Slang des Tiefen Südens, der auch vulgäre Ausdrücke umfasst. Erwähnt werden oftmals bestimmte Orte ihrer Heimatstadt sowie regionale Alltäglichkeiten und Besonderheiten wie das Essen von Chicken Wings und das Fahren von Cadillacs. Daneben werden aber auch immer wieder sozialkritische und politische Themen angesprochen.
Die Texte werden von Big Boi und André 3000 als Rap vorgetragen; regelmäßig sind allerdings auch Gesangspassagen zu hören, meist von Sleepy Brown stammend, seit Stankonia aber auch immer wieder von André selbst. Ihre ersten vier Alben enthielten zudem Beiträge des Spoken-Word-Künstlers Big Rube. Die Raps von OutKast sind oft sehr schnell und wechseln – vor allem bei Big Boi – häufig zwischen der normalen Rhythmik und Staccato-artigen Doubletime-Passagen. Begünstigt werden diese Fähigkeiten durch eine technisch versierte Atemtechnik des Duos. Die Reimschemata sind meist komplex gehalten und umfassen oft Mehrfachreime, die sich auch über mehrere Verse ziehen können. (Beispiel: “I’m willin' to go the extra kilo-/meter just to see my senorita get her pillow”)

## Bedeutung
OutKast hat in der Hip-Hop-Szene und auch weit darüber hinaus zu bedeutenden Entwicklungen beigetragen. Als Teil der Dungeon Family konnte das Duo Georgia und in erster Linie dessen Hauptstadt Atlanta als kulturelles Zentrum des Südstaaten-Hip-Hop etablieren. Dieser war vorher auf sehr heterogene Gebiete mit ebenso unterschiedlichen Musikstilen wie Texas (Geto Boys, UGK), Memphis (8Ball & MJG), Miami (2 Live Crew) und New Orleans (No Limit Records, Cash Money Records) zerstreut. Das Chartportal musicline.de attestiert dem Duo zusammen mit Goodie Mob den kulturkritischen Hip-Hop im Süden der USA eingeführt zu haben.
Dadurch, dass seine Musik aufgrund ihrer Melodiosität kommerziell greifbar war, konnte OutKast spätestens seit 2000 auch in den internationalen Mainstream vordringen und dem Hip-Hop insgesamt eine größere Hörerschaft außerhalb der Szene erschließen. Sein Magnum opus Speakerboxxx/The Love Below ist eines der meistverkauften Alben der 2000er und das kommerziell erfolgreichste Hip-Hop-Album aller Zeiten. In den deutschsprachigen Ländern gehört OutKast neben Cypress Hill, dem Wu-Tang Clan und D12 zu den erfolgreichsten US-amerikanischen Hip-Hop-Gruppen der 2000er.
Im Laufe seiner Karriere bekam OutKast durchweg gute Kritiken für seine Werke und Anerkennung für seine Errungenschaften. Im Zuge der Veröffentlichung von Speakerboxxx/The Love Below 2003 wurde OutKast medial als „Beatles des Hip-Hop“ bezeichnet. 2007 platzierte MTV das Duo auf Platz vier einer Liste der zehn bedeutendsten Hip-Hop-Gruppen aller Zeiten noch vor dem Wu-Tang Clan und nannte es die „womöglich kompromissloseste und unberechenbarste Gruppe in der Hip-Hop-Geschichte“. Mit der Ausnahme von Idlewild wurden sämtliche Alben von OutKast als „unbestreitbare Klassiker“ betitelt. Die deutsche Hip-Hop-Zeitschrift Juice nahm das Duo 2010 in seine Rubrik Kings Of HipHop auf. Erneut wurden bis auf Idlewild alle Alben überaus positiv bewertet. Auch auf mehreren weiteren Bestenlisten sind seine Werke vertreten. Als Fans der Musik outeten sich etwa Eric Clapton, The Roots, David Banner, Q-Tip, Dave Matthews und Pink. Kanye West und die Cunninlynguists nennen OutKast als Inspiration für ihre eigene Musik. Laut Justin Timberlake sei seine ganze Generation von Gruppen wie OutKast beeinflusst worden.

## Diskografie
Studioalben

| Jahr | Titel Musiklabel                               | Höchstplatzierung, Gesamtwochen, AuszeichnungChartplatzierungen (Jahr, Titel, Musiklabel, Platzierungen, Wochen, Auszeichnungen, Anmerkungen) | Höchstplatzierung, Gesamtwochen, AuszeichnungChartplatzierungen (Jahr, Titel, Musiklabel, Platzierungen, Wochen, Auszeichnungen, Anmerkungen) | Höchstplatzierung, Gesamtwochen, AuszeichnungChartplatzierungen (Jahr, Titel, Musiklabel, Platzierungen, Wochen, Auszeichnungen, Anmerkungen) | Höchstplatzierung, Gesamtwochen, AuszeichnungChartplatzierungen (Jahr, Titel, Musiklabel, Platzierungen, Wochen, Auszeichnungen, Anmerkungen) | Höchstplatzierung, Gesamtwochen, AuszeichnungChartplatzierungen (Jahr, Titel, Musiklabel, Platzierungen, Wochen, Auszeichnungen, Anmerkungen) | Anmerkungen                                                    |
| Jahr | Titel Musiklabel                               | DE | AT | CH | UK | US | Anmerkungen                                                    |
| ---- | ---------------------------------------------- | --- | --- | --- | --- | --- | -------------------------------------------------------------- |
| 1994 | Southernplayalisticadillacmuzik Arista Records | — | — | — | — | US20 Platin · (26 Wo.)US | Erstveröffentlichung: 26. April 1994 Verkäufe: + 1.000.000     |
| 1996 | ATLiens Arista Records                         | DE82 (3 Wo.)DE | — | — | — | US2 ×2Doppelplatin · (33 Wo.)US | Erstveröffentlichung: 27. August 1996 Verkäufe: + 2.000.000    |
| 1998 | Aquemini Arista Records                        | DE66 (10 Wo.)DE | — | — | UK— SilberUK | US2 ×3Dreifachplatin · (43 Wo.)US | Erstveröffentlichung: 29. September 1998 Verkäufe: + 3.110.000 |
| 2000 | Stankonia Arista Records                       | DE6 (16 Wo.)DE | AT16 (14 Wo.)AT | CH14 (13 Wo.)CH | UK10 Gold · (31 Wo.)UK | US2 ×5Fünffachplatin · (46 Wo.)US | Erstveröffentlichung: 23. Oktober 2000 Verkäufe: + 5.470.000   |
| 2003 | Speakerboxxx/The Love Below Arista Records     | DE21 Gold · (44 Wo.)DE | AT28 (20 Wo.)AT | CH11 Gold · (39 Wo.)CH | UK8 ×3Dreifachplatin · (63 Wo.)UK | US1 ×3Diamant + Dreifachplatin · (56 Wo.)US                                                                                                   | Erstveröffentlichung: 23. September 2003 Verkäufe: + 7.945.000 |
| 2006 | Idlewild LaFace Records                        | DE33 (4 Wo.)DE | AT56 (3 Wo.)AT | CH4 (6 Wo.)CH | UK16 (4 Wo.)UK | US2 Platin · (11 Wo.)US | Erstveröffentlichung: 22. August 2006 Verkäufe: + 1.050.000    |

## Filmografie
- 2005: Be cool
- 2006: Idlewild

## Auszeichnungen

### Grammy Awards
- 2002: Best Rap Album für Stankonia, Best Rap Performance By a Duo or Group für Ms. Jackson
- 2003: Best Rap Performance By a Duo or Group für The Whole World
- 2004: Album of the Year für Speakerboxxx/The Love Below, Best Rap Album für Speakerboxxx/The Love Below, Best Urban/Alternative Performance für Hey Ya!

### Weitere (Auswahl)
- Source Award: 1995
- MTV Video Music Award: 2001, 2004 (2×)
- GQ Men of the Year Award: 2002
- BET Award: 2002, 2004 (2×)
- World Music Award: 2002, 2004 (3×)
- American Music Award: 2003, 2004 (3×)
- Billboard Music Award: 2003 (1×), 2004 (2×)
- MTV Europe Music Award: 2004 (3×)